# Бацманівська волость
Бацманівська волость — адміністративно-територіальна одиниця Роменського повіту Полтавської губернії з центром у селі Бацмани.
Станом на 1885 рік складалася з 28 поселень, 15 сільських громад. Населення — 10346 осіб (5089 чоловічої статі та 5257 — жіночої), 1543 дворових господарства.
|                     | Площа, десятин | У тому числі орної, дес. |
| ------------------- | -------------- | ------------------------ |
| Сільських громад    | 9847           | 7813                     |
| Приватної власності | 3272           | 2196                     |
| Іншої власності     | 209            | 204                      |
| Загалом             | 13328          | 10213                    |

Основні поселення волості:
- Бацмани — колишнє державне та власницьке село при річці Олава за 14 верст від повітового міста, 1600 осіб, 264 двори, православна церква, школа, 3 постоялих будинки, 3 лавки, 2 кузні, 31 вітряний млин, 4 маслобійний заводи.
- Гаврилівка — колишнє державне та власницьке село при річці Олава, 1750 осіб, 447 дворів, православна церква, школа, 3 постоялих будинки, 3 лавки, кузня, 38 вітряних млинів, 3 маслобійних заводи, 4 ярмарки на рік.
- Кропивинці — колишнє державне та власницьке село при річці Олава, 546 осіб, 85 дворів, православна церква, 6 вітряних млинів, маслобійний завод.
- Малі Бубни — колишнє державне та власницьке село при річці Лаповиці, 1650 осіб, 264 двори, православна церква, школа, постоялий будинок, кузня, 22 вітряних млини, 2 маслобійних заводи.
- Ріпки — колишнє державне та власницьке село, 1040 осіб, 138 дворів, православна церква, постоялий будинок, кузня, 10 вітряних млинів, щорічний ярмарок.
- Салогубівка  — колишнє державне та власницьке село, 760 осіб, 106 дворів, православна церква, постоялий будинок, лавка, кузня, 11 вітряних млини, 2 маслобійних заводи.

Старшинами волості були:
- 1900 року козак — Марко Іванович Лакіза[2];
- 1904—1907 роках — козак Федот Петрович Юрченко[3],[4],[5];
- 1913 року — В. Т. Чижик[6];
- 1915 року — Семен Володимирович Ворона[7];
- 1916 року — Полікарп Григорович Гаценко[8].